# Europalink
L'Europalink è un traghetto appartenente alla compagnia di navigazione italiana Grimaldi Lines.

## Servizio
Varato il 3 giugno 2006 con il nome di Finnlady nel cantiere navale Fincantieri di Castellammare di Stabia e consegnato il 9 marzo 2007 alla Finnlines con il nome di Europalink, prende servizio il 30 marzo successivo nei collegamenti tra Malmö e Travemünde sotto le insegne della Nördo-Link.
Il 14 aprile 2009 viene trasferito nei collegamenti tra Helsinki e Travemünde.
Dal 2 giugno 2009 scala saltuariamente anche a Gdynia.
Nell'ottobre del 2009 prende servizio nei collegamenti tra Travemünde, Rostock, Gdynia ed Helsinki.
Il 20 ottobre 2012 viene trasferito in cantiere a Yalova, dove viene sottoposto a lavori di ristrutturazione. Il 26 novembre viene trasferito alla Grimaldi Lines e subito noleggiato alla Minoan Lines. 
Il 2 dicembre prende servizio nei collegamenti tra Patrasso, Igoumenitsa, Brindisi, Ancona e Trieste.

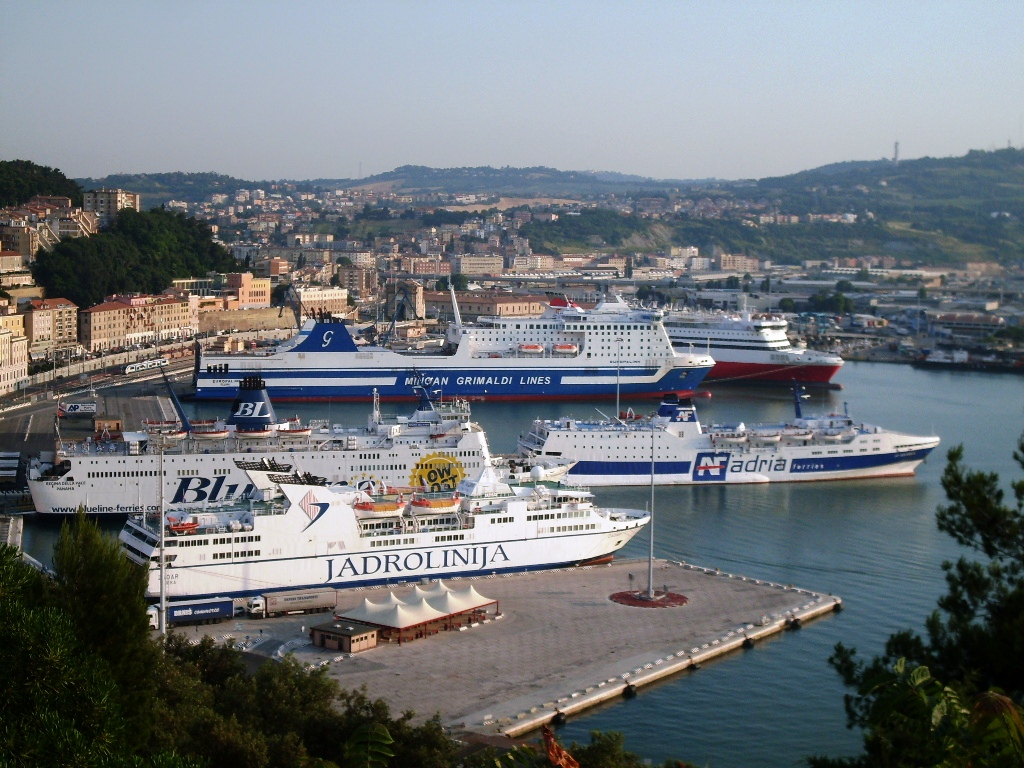
L'Europalink ormeggiato ad Ancona nel 2013.

Il 21 settembre 2014 si arena su una barriera corallina al largo di Corfù, iniziando ad imbarcare acqua. Il traghetto, riuscì tuttavia a raggiungere Corfù senza ulteriori problemi. Successivamente viene rimorchiato a Yalova e riparato.
Da settembre 2015 al 26 gennaio 2018 opera nei collegamenti tra Livorno e Palermo. Il giorno stesso torna ad essere impiegato sotto le insegne della Finnlines ed il 31 gennaio salpa da Palermo per Malmö, dove giunge il 9 febbraio.
Il 18 febbraio 2018 prende servizio nei collegamenti tra Malmö e Travemünde.
Nell'aprile del 2018 viene sottoposto a lavori di ristrutturazione in cantiere a Danzica, durante i quali vengono aggiunto gli scrubber al fumaiolo. Dal 6 maggio torna regolarmente in servizio.
Dal 27 dicembre 2018 al gennaio del 2019 opera nei collegamenti tra Helsinki e Travemünde. Successivamente, torna in servizio sulla propria rotta.

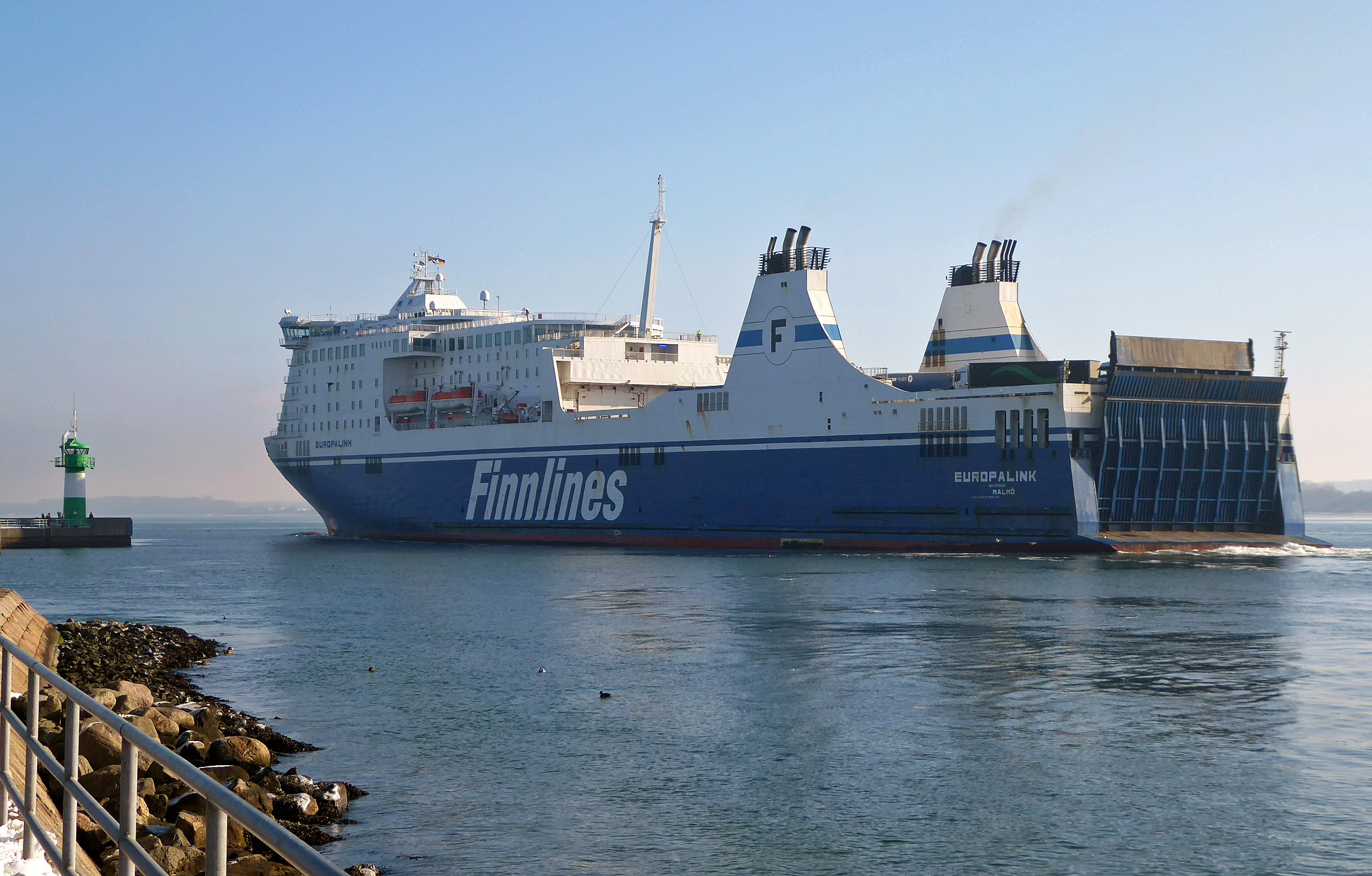
L'Europalink in partenza da Travemünde nel 2021.

Il 17 luglio 2021, durante la navigazione verso Travemünde, scoppia un incendio in una cabina del traghetto, prontamente domato dall'equipaggio dopo l'evacuazione dei passeggeri.
Il 26 dicembre 2021 viene trasferito nei collegamenti tra Helsinki e Travemünde.
Il 10 gennaio 2022 prende servizio nei collegamenti tra Naantali, Långnäs e Kappelskär.
Il 18 settembre 2023 torna in servizio sulla Malmö-Travemünde.
Dal 23 dicembre 2023 al 16 gennaio 2024 opera sulla Travemünde-Helsinki. Dal giorno successivo torna in servizio nei collegamenti verso Malmö.
Il 25 gennaio 2024 termina il servizio per Finnlines ed il 29 gennaio salpa da Malmö per Napoli, dove giunge il 9 febbraio.
Il 16 febbraio viene trasferito alla Grimaldi Lines ed issa bandiera italiana.
Il 25 febbraio salpa da Napoli per Igoumenitsa e quattro giorni dopo prende nei collegamenti tra Brindisi ed Igoumenitsa in sostituzione dell'Igoumenitsa, dove opera tutt'oggi.

## Navi gemelle
- Finnstar
- Finnmaid
- Finnlady
- Finnswan (ex Nordlink)